# Târgu Bujor
Târgu Bujor – miasto we wschodniej Rumunii, w okręgu Gałacz (Mołdawia). Liczy 8731 mieszkańców (dane na rok 2002). Prawa miejskie otrzymało w 1491 z rąk hospodara Mołdawii Stefana Wielkiego.